# بلامپالی
بلامپالی (به انگلیسی: Bellampalle) یک منطقهٔ مسکونی در هند است که در بخش مانشیاری دی واقع شده‌است. بلامپالی ۳۵٫۰۶ کیلومتر مربع مساحت و ۶۶٬۷۸۹ نفر جمعیت دارد.